# Wykiwać klawisza
Wykiwać klawisza (org. The Longest Yard) – amerykański film komediowy wyprodukowany w 2005 w reżyserii Petera Segala. Remake amerykańskiego filmu Najdłuższy jard z 1974.

## Opis fabuły
Głównym bohaterem filmu jest Paul Crewe, były mistrz NFL, który został zawieszony z powodu ustawiania meczów, organizuje w swojej willi przyjęcie. Szybko zapomina o gościach, i zasiada przed telewizorem, oglądając mecz. Krótka wymiana zdań ze współmałżonką i Paul podstępem zamyka swoją dziewczynę w garderobie. Wsiada do jej luksusowego Bentleya Continentala GT, i popijając piwo mknie jak szalony przez miasto. W końcu jego rajd przez miasto kończy się ogromnym karambolem z kilkoma radiowozami, za co zostaje wtrącony do więzienia o zaostrzonym rygorze w samym środku teksańskiej pustyni. Szybko podpada miejscowym strażnikom, którymi dowodzi kapitan Knauer. Paul dostaje ultimatum: ma odmówić naczelnikowi udziału w więziennej drużynie futbolowej. Zaprzyjaźnia się z Opiekunem. Zostaje wezwany przez naczelnika i postawiony w trudnej sytuacji. Paul zgadza się utworzyć drużynę, pod warunkiem że Knauer da mu spokój. Zaczyna werbować więźniów, ale pomimo kilkuosobowej drużyny nic z tego nie wychodzi. Pod koniec dnia zjawia się pewna ciekawa postać.
Jest nią były gracz, Nate Scarborough. Razem z Paulem i Opiekunem, zaczynają szukać czarnych więźniów.

## Obsada
- Adam Sandler – Paul Crewe
- Burt Reynolds – Trener Nate Scarborough
- Chris Rock – Opiekun
- Nelly – Earl Megget
- James Cromwell – Naczelnik więzienia
- Michael Irvin – Deacon Moss
- William Fichtner – Kapitan Knauer
- Bill Goldberg – Joey Battle
- The Great Khali – Turley
- Stone Cold Steve Austin – Strażnik Dunham
- Bob Sapp – Switowski
- Terry Crews - Cheesburgerowy Eddie

## Nagrody i wyróżnienia
- MTV Movie Awards 2006
  - Adam Sandler - najlepszy występ komediowy (nominacja)
  - Nelly - najlepsza rola przełomowa (nominacja)